# Raimundo Possidônio Carrera da Mata
Raimundo Possidônio Carrera da Mata (ur. 31 marca 1954 w Icoaraci) – brazylijski duchowny katolicki, biskup Bragança do Pará od 2024.

## Życiorys
24 czerwca 1978 otrzymał święcenia kapłańskie i został inkardynowany do archidiecezji Belém do Pará. Pracował głównie jako duszpasterz parafialny, był też m.in. koordynatorem duszpasterstwa w archidiecezji, dyrektorem Instytutu Matki Bożej Niepokalanie Poczętej, wychowawcą w archidiecezjalnym seminarium oraz wikariuszem generalnym archidiecezji.
16 marca 2022 papież Franciszek mianował go biskupem koadiutorem diecezji Bragança do Pará. Sakry udzielił mu 23 kwietnia 2022 arcybiskup Gilberto Pastana de Oliveira. Rządy w diecezji objął po przyjęciu przez papieża rezygnacji poprzednika w dniu 15 maja 2024.